# Pirate Shantyman and his Bonnie Lass
Pirate Shantyman and his Bonnie Lass sind ein Musik- und Comedy-Unterhaltungsduo aus Boston, das durch zahlreiche Präsentationen seiner Shanty-Songs und Trinklieder auf bekannten Mittelalterfestivals in den Vereinigten Staaten bekannt ist.

## Auftritte
Aufgetreten ist das Duo beispielsweise beim Arizona Renaissance Festival, beim Pennsylvania Renaissance Festival, beim Pittsburgh Renaissance Festival, beim Colorado Renaissance Festival, auf dem Schloss von Muskogee, beim Kentucky Highland Renaissance Festival, beim Louisiana Renaissance Festival, beim Carolina Renaissance Festival, beim Michigan Renaissance Festival, beim Ohio Renaissance Festival, und vielen anderen.

## Besetzung und Rollen
Travis Dewey (* 4. März 1971 in Beverly, Massachusetts), Frontsänger und Gitarrist, charakterisiert den englischen Piraten „Fingar Pickingood“, den Hauptkanonier (englisch: Master Gunner) und Shanty-Sänger des Schiffes „Burning Betty“.
Seine Lebensgefährtin Alicia Rae Grant (* 24. Februar 1986 in Tewksbury) spielt die Rolle der „Bonnie Lass“, einer lebhaften Piratin, die Fingars Musikstücke mit Gesang und Akkordeon sowie tänzerisch begleitet.

## Diskografie
- Faire Favorites and Songs of the Sea
- Pirate Shantyman and Bonnie Lass (DVD)